# Die Schurken von nebenan
Die Schurken von nebenan (Originaltitel: The Villains of Valley View) ist eine US-amerikanische Comedyserie, die von Chris Peterson und Bryan Moore geschaffen wurde. Die Premiere der Serie fand am 3. Juni 2022 auf dem US-amerikanischen Disney Channel statt. Im deutschsprachigen Raum erfolgte die Erstveröffentlichung der Serie durch Disney+ am 12. April 2023.
Im August 2022 wurde die Serie um eine zweite Staffel verlängert.

## Handlung
Nachdem sie mit einem hochrangigen Bösewicht in Clinch geraten sind, sieht sich eine Familie von Superschurken gezwungen, sich in Valley View, einem texanischen Vorort, zu verstecken. Von nun an müssen sie ihre Kräfte verbergen, ihren schurkischen Gewohnheiten abschwören und ihr Bestes tun, um die normalen und gutmütigen Nachbarn zu mimen.

## Besetzung und Synchronisation
Die deutschsprachige Synchronisation entstand nach den Dialogbüchern von Claudia Kahnmeyer sowie unter der Dialogregie von Sebastian Türk durch die Synchronfirma Iyuno-SDI Group Germany in Berlin.
| Figur             | Darsteller            | Deutscher Sprecher |
| Hauptdarsteller   | Hauptdarsteller       | Hauptdarsteller    |
| ----------------- | --------------------- | ------------------ |
| Amy / Havoc       | Isabella Pappas       | Özge Kayalar       |
| Colby / Flashform | Malachi Barton        | Carlos Fanselow    |
| Jake / Chaos      | Reed Horstmann        | Vincent Borko      |
| Vic / Kraniac     | James Patrick Stuart  | Bernd Vollbrecht   |
| Eva / Surge       | Lucy Davis            | Katrin Zimmermann  |
| Hartley           | Kayden Muller-Janssen | Imaya Ugwonno      |
| Nebendarsteller   |                       |                    |
| Celia             | Patricia Belcher      | Sabina Trooger     |
| Starling          | Mariah Iman Wilson    | Esra Vural         |
| Declan / Oculon   | Kainalu Moya          | David Kunze        |
| Onyx              | Steve Blum            | Matthias Klages    |
| Robert            | Harrison White        | Sebastian Borucki  |
| Gastdarsteller    |                       |                    |
| Kylie             | Gianna Bilby          | Jennifer Weiß      |
| Donna Plank       | Rachna Khatau         | Susanne Szell      |
| Colby (alt)       | John Gowans           | Thomas Kästner     |
| Gem               | Giselle Torres        | Muriel Bielenberg  |
| Tomas             | Tyler James White     | André Röhner       |

## Episodenliste

### Staffel 1
| Nr. (ges.) | Nr. (St.) | Deutscher Titel                              | Originaltitel                    | Erstveröffentlichung (USA)      | Deutschsprachige Erstveröffentlichung (D/A/CH) | Regie                  | Drehbuch                         |
| ---------- | --------- | -------------------------------------------- | -------------------------------- | ------------------------------- | ---------------------------------------------- | ---------------------- | -------------------------------- |
| 1          | 1         | Die andere Dimension                         | Finding Another Dimension        | 3. Juni 2022 A                  | 12. Apr. 2023                                  | Victor Gonzalez        | Chris Peterson & Bryan Moore     |
| 2          | 2         | Vertraue niemandem                           | Trust No One                     | 3. Juni 2022 A                  | 12. Apr. 2023                                  | Victor Gonzalez        | Chris Peterson & Bryan Moore     |
| 3          | 3         | Die Schurken-Erfahrung                       | The Villain Experience           | 10. Juni 2022 A                 | 12. Apr. 2023                                  | Victor Gonzalez        | LaTonya Croff                    |
| 4          | 4         | Gürtel, Bullen und Superfans                 | Belts, Bulls & Superfans         | 17. Juni 2022 A                 | 12. Apr. 2023                                  | Guy Distad             | Omar Ponce                       |
| 5          | 5         | ColossalCon!                                 | ColossalCon!                     | 22. Jun. 2022 B 24. Jun. 2022 C | 12. Apr. 2023                                  | Trevor Kirschner       | Ken Blankstein                   |
| 6          | 6         | Super-Geheimnisse                            | Super Secrets                    | 1. Juli 2022 A                  | 12. Apr. 2023                                  | Danielle Fishel        | Christine Zander                 |
| 7          | 7         | Kleine Havoc                                 | A Little Havoc                   | 8. Juli 2022 A                  | 12. Apr. 2023                                  | Jody Margolin Hahn     | Chris Peterson & Bryan Moore     |
| 8          | 8         | Die beiden Jakes                             | The Two Jakes                    | 15. Juli 2022 A                 | 12. Apr. 2023                                  | Jody Margolin Hahn     | Kenny Byerly                     |
| 9          | 9         | Kampf um meinen Bruder                       | Battle for My Brother            | 22. Juli 2022 A                 | 12. Apr. 2023                                  | Robbie Countryman      | Nick Rossitto & Patrice Asuncion |
| 10         | 10        | Entfessel das Chaos                          | Unleash the Chaos                | 27. Jul. 2022 B 29. Jul. 2022 C | 12. Apr. 2023                                  | Monica Marie Contreras | Omar Ponce                       |
| 11         | 11        | Halloween                                    | Havoc-Ween                       | 2. Okt. 2022 A                  | 12. Apr. 2023                                  | Monica Marie Contreras | Vanessa Mancos                   |
| 12         | 12        | Das Vorsingen                                | Showdown at the Round Up         | 7. Okt. 2022 A                  | 12. Apr. 2023                                  | Danielle Fishel        | Erika Kaestle                    |
| 13         | 13        | Freund oder Feind                            | Friend or Foe                    | 12. Okt. 2022 B 14. Okt. 2022 C | 12. Apr. 2023                                  | Trevor Kirschner       | Ken Blankstein                   |
| 14         | 14        | Ampullen und Schwierigkeiten                 | Vials and Tribulations           | 12. Okt. 2022 B 21. Okt. 2022 C | 12. Apr. 2023                                  | Bryan McKenzie         | LaTonya Croff                    |
| 15         | 15        | Eine Superheldin in Valley View              | A Superhero in Valley View       | 12. Okt. 2022 B 28. Okt. 2022 C | 12. Apr. 2023                                  | Danielle Fishel        | Nick Rossitto & Patrice Asuncion |
| 16         | 16        | Bandwettbewerb                               | We Don't Care                    | 4. Nov. 2022 A                  | 12. Apr. 2023                                  | Jody Margolin Hahn     | Erika Kaestle                    |
| 17         | 17        | Der Helm                                     | Bad Energy                       | 11. Nov. 2022 A                 | 12. Apr. 2023                                  | Jody Margolin Hahn     | Kenny Byerly                     |
| 18         | 18        | Kein Entkommen – Teil 1                      | No Escape - Part 1               | 18. Nov. 2022 A                 | 12. Apr. 2023                                  | Victor Gonzalez        | Chris Peterson & Bryan Moore     |
| 19         | 19        | Kein Entkommen – Teil 2                      | No Escape - Part 2               | 18. Nov. 2022 A                 | 12. Apr. 2023                                  | Victor Gonzalez        | Chris Peterson & Bryan Moore     |
| 20         | 20        | Wie die Schurken Weihnachten gestohlen haben | How the Villains Stole Christmas | 2. Dez. 2022 A                  | 12. Apr. 2023                                  | Victor Gonzalez        | Rick Devine                      |

### Staffel 2
| Nr. (ges.) | Nr. (St.) | Deutscher Titel | Originaltitel                             | Erstveröffentlichung (USA) | Deutschsprachige Erstveröffentlichung (D/A/CH) | Regie                  | Drehbuch                         |
| ---------- | --------- | --------------- | ----------------------------------------- | -------------------------- | ---------------------------------------------- | ---------------------- | -------------------------------- |
| 21         | 1         | —               | Villain Number One                        | 15. Juni 2023              | —                                              | Guy Distad             | Chris Peterson & Bryan Moore     |
| 22         | 2         | —               | Power Hungry                              | 23. Juni 2023              | —                                              | Monica Marie Contreras | Erika Kaestle                    |
| 23         | 3         | —               | Dojo Mojo                                 | 30. Juni 2023              | —                                              | Victor Gonzalez        | Nick Rossitto & Patrice Asuncion |
| 24         | 4         | —               | Overnight Success                         | 7. Juli 2023               | —                                              | Jody Margolin Hahn     | Ken Blankstein                   |
| 25         | 5         | —               | Party People                              | 14. Juli 2023              | —                                              | Jody Margolin Hahn     | Kenny Byerly                     |
| 26         | 6         | —               | Vases, Volcanoes & the Green-Eyed Monster | 21. Juli 2023              | —                                              | Lilan Bowden           | Pang-Ni L. Vogt & Aaron Vaccaro  |
| 27         | 7         | —               | Fired Up                                  | 28. Juli 2023              | —                                              | Robbie Countryman      | LaTonya Croff                    |
| 28         | 8         | —               | The Scare                                 | 4. Aug. 2023               | —                                              | Victor Gonzalez        | Erika Kaestle                    |
| 29         | 9         | —               | Family Secrets                            | 11. Aug. 2023              | —                                              | Victor Gonzalez        | Chris Peterson & Bryan Moore     |
| 30         | 10        | —               | Power Struggle                            | 18. Aug. 2023              | —                                              | Victor Gonzalez        | Chris Peterson & Bryan Moore     |
| 31         | 11        | —               | Hidden Hero                               | 17. Sep. 2023              | —                                              | Danielle Fishel        | Lia Woodward & Leah Folta        |
| 32         | 12        | —               | The Promposal                             | 24. Sep. 2023              | —                                              | Danielle Fishel        | Nick Rossito & Patrice Asuncion  |
| 33         | 13        | —               | The Haunted Jukebox                       | 29. Sep. 2023              | —                                              | Victor Gonzalez        | Ken Blankstein                   |
| 34         | 14        | —               | Guitar Hero                               | 8. Okt. 2023               | —                                              | Danielle Fishel        | Pang-Ni L. Vogt & Aaron Vaccaro  |
| 35         | 15        | —               | Bad Influence                             | 15. Okt. 2023              | —                                              | Victor Gonzalez        | Joshua Krilov                    |
| 36         | 16        | —               | A Tale of Two Havocs                      | 22. Okt. 2023              | —                                              | Bryan McKenzie         | Kenny Byerly                     |
| 37         | 17        | —               | The Return                                | 29. Okt. 2023              | —                                              | Jody Margolin Hahn     | Chris Peterson & Bryan Moore     |
| 38         | 18        | —               | A Very Villain Christmas                  | 1. Dez. 2023               | —                                              | Danielle Fishel        | LaTonya Croff                    |